# Vienville
Vienville ist eine französische Gemeinde mit 120 Einwohnern (1. Januar 2022) im Département Vosges in der Region Grand Est. Sie gehört zum Arrondissement Saint-Dié-des-Vosges und zum Gemeindeverband Saint-Dié-des-Vosges.

## Geografie

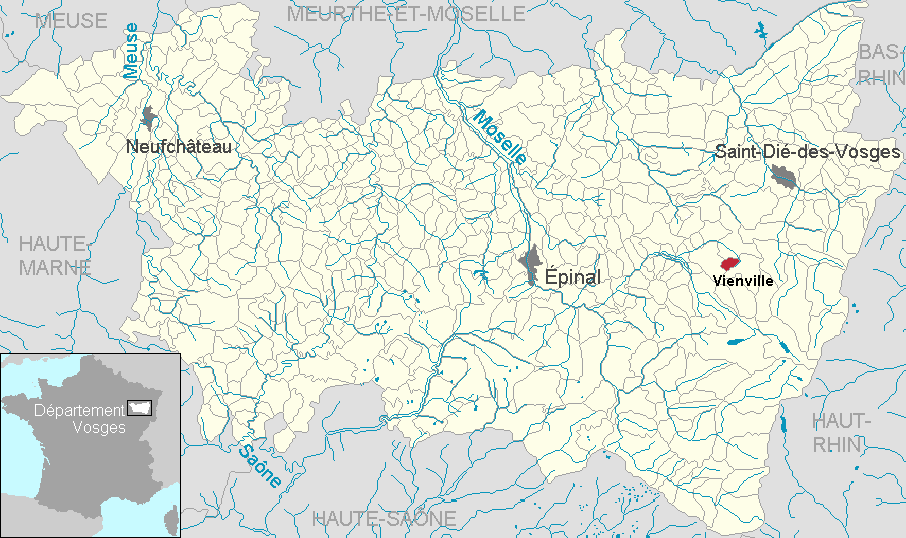
Lage der Gemeinde Vienville im Département Vosges

Die Gemeinde Vienville liegt in den Vogesen, etwa 20 Kilometer südlich von Saint-Dié-des-Vosges. Durch das Gemeindegebiet fließt der L’Bheumey ein Nebenfluss der Neuné. Der über 500 Meter hoch gelegene Talboden wird im Norden vom Mont Thiriville überragt, dessen auf 759 Metern Meereshöhe gelegene Kuppe knapp hinter der Gemeindegrenze zu La Houssière liegt. Die Gemeinde besteht aus zahlreichen Einzelhöfen, der Ortsteil Neuné im Westen weist eine geschlossene Struktur auf. Nachbargemeinden von Vienville sind La Houssière im Norden, Corcieux im Osten und Südosten sowie La Chapelle-devant-Bruyères im Südwesten und Westen.

## Geschichte
Das Dorf Vienville wurde erstmals 1580 erwähnt. Die für Vienville zuständige Kirche Saint-Jacques liegt wenige Meter außerhalb der Gemeinde, im Ortsteil Saint-Jacques der Nachbargemeinde La Chapelle-devant-Bruyères. Sie ist eine Filiale der romanischen Kirche Notre-Dame in Champ-le-Duc. Von 1790 bis 1801 war Vienville Teil der Gemeinde Corcieux.

### Bevölkerungsentwicklung
| Jahr      | 1962 | 1968 | 1975 | 1982 | 1990 | 1999 | 2006 | 2012 | 2022 |
| Einwohner | 120  | 130  | 98   | 97   | 106  | 108  | 118  | 128  | 120  |

Im Jahr 1841 wurde mit 313 Bewohnern die bisher höchste Einwohnerzahl ermittelt. Die Zahlen basieren auf den Daten von cassini.ehess und INSEE.

## Wirtschaft und Infrastruktur
In der Gemeinde sind fünf Landwirtschaftsbetriebe ansässig (Milchwirtschaft, Zucht von Pferden, Schafen und Ziegen).
Durch die Gemeinde Vienville führt in West-Ost-Richtung die Départementsstraße 60 von Bruyères über Corcieux nach Anould. Diese Straße bildet auch die kürzeste Verbindung von Épinal zum Col du Bonhomme in den Vogesen.

## Belege
1. ↑  Vienville auf vosges-archives.com. (PDF; 98 kB) Archiviert vom Original (nicht mehr online verfügbar) am 4. März 2016; abgerufen am 29. Dezember 2010 (französisch).  Info: Der Archivlink wurde automatisch eingesetzt und noch nicht geprüft. Bitte prüfe Original- und Archivlink gemäß Anleitung und entferne dann diesen Hinweis.
2. ↑  Vienville auf cassini.ehess
3. ↑  Vienville auf INSEE
4. ↑  Landwirtschaftsbetriebe auf annuaire-mairie.fr (französisch)